# Jaz sem njena mama
Roman Jaz sem njena mama (1978) Ferda Godine govori o usodi otrok, odtujenih slovenskim staršem, ki so se rodili v nemšem koncentracijskem taborišču med drugo svetovno vojno.

## Vsebina
V zgodbi se prepleta usoda treh sester Potočnik in njihovih družin na podeželju dve desetletji po drugi svetovni vojni. Med vojno je bila družina Potočnik internirana v taborišče v Nemčiji, po vojni pa so se sestre vrnile in si ustvarile družine. Najstarejša, Lidija, je poročena s tovarnarjem Janezom, a sta brez otrok. Lidija ima ljubimca Jako Kovača. Metka se je poročila z bogatim zidarjem Danetom Podobnikarjem, ki dobiček ustvarja tudi na nepošten način. Imata sina Mirka, pri njih pa živi tudi vedno nezadovoljni Danetov oče (Podobnikar). Pavla, najmlajša sestra, živi z možem Nikom, ki se je v vojni ponesrečil in postal paraplegik. Imata dva otroka – Heleno in Marjana.
Predzgodba: Pavla je med vojno na vaški veselici spoznala Ivana in se z njim zapletla za eno noč. Ko so Nemci Potočnikovo družino odpeljali v taborišče, sta starša umrla, Pavla pa je rodila hčer Ivanko. V taborišču so ji deklico vzeli in takrat so se za njo izgubile vse sledi. Sestre so po vrnitvi v domovino Ivankino rojstvo zamolčale.
Zgodba: Približno 20 let kasneje se življenje sester zaplete. Metkin sin Mirko med branjem časopisa staremu očetu naleti na novico o slovenskih otrocih, ki so po vojni ostali v Nemčiji in iščejo starše. Omenjena je tudi neka Ivanka Potočnik. Novico izkoristi stari Podobnikar, ki snahe zaradi nižjega socialnega statusa ne mara, in jo obtoži, da je Ivanka njena nezakonska hči. Upa namreč, da se bo ob tem odkritju njegov sin Dane ločil. Pretresena Metka novico o Ivanki sporoči sestri Pavli. Ta se boji moževe zamere, zato se sestre domenijo, da bo vlogo Ivankine matere prevzela Lidija.
Novica pretrese življenje družin. Stari Podobnikar se odloči zapustiti sinovo družino. Dane ga z obljubo, da bo usposobil stari družinski mlin in mu tam ustvaril bivališče, pripelje domov. Od žene pa želi izsiliti priznanje, da je Ivankina mati. Pogovor privede do Danetovega razkritja, da ima sam šest let starega nezakonskega sina. Metka se zato kljub Mirkovi žalosti želi ločiti.
Lidija, ki se predstavlja kot Ivankina mati, in njen mož Janez poiščeta novinarja časopisa Tedenska tribuna Klemna, ki je objavil novico o zapuščenih otrocih. Novinar se poveže z jugoslovanskim konzulatom v Münchnu, kjer jim tovariš Vončina obljubi, da bodo Ivanko našli in jo pripeljali domov. V prepiru Lidija obtoži svojega ljubimca Kovača, da je on Ivankin oče.
Pavla, Ivankina mati, ob novici podoživi dogajanje med vojno. Psihično obremenjena se odloči napraviti samomor, ki ga še v pravem trenutku prepreči mož Niko. Prizna mu, da je med vojno v taborišču rodila otroka, in se s tem razbremeni. Po Pavlinem priznanju razkrijejo resnično zgodbo novinarju Klemnu, ki jim pomaga pri iskanju Ivanke. S pomočjo Vončine najdejo bolničarko Evo Reiser, ki je za Ivanko skrbela prva štiri leta v Nemčiji.
Metka se odloča za selitev k sestri Pavli. Že med selitvijo pa začne obžalovati svojo odločitev, ki jo avtoritativno prepreči tudi mož Dane, saj si želi, da se pobotata. Lidijo je sram, ker je lagala glede materinstva, in se pobota z ljubimcem Jako.
Pavlino nestrpno pričakovanje hčerkine vrnitve prekine obisk novinarja Klemna in tovariša Vončine. Ta pove Niku, da se bo Ivanka v Nemčiji poročila. Pavla naj bi jo obiskala, šele nato pa naj bi na obisk prišla tudi Ivanka. Pavli prineseta hčerino pismo, v katerem sporoča, da jo želi spoznati. Pavlo močno potre hčerina odpoved srečanja, hkrati pa se zaveda, da sta popolni tujki. Konec zgodbe je glede Ivanke odprt, družinsko življenje vsake od sester pa se umiri.

## Kritike
O romanu ni najti kritiških zapisov.
"Godinova proza je predvsem svojsko anekdotičnega značaja. Osnova je dogodek, v katerem se kakorkoli, tragično, humoristično ali kritično, pokažejo človeške usode njegovega domačega Prekmurja, partizanskega življenja in povojnega mesta." (Helga Glušič, v Lutar Ivanc 2006: 143)
"Godina je v svojih delih zelo stvarno presojal povojno življenje v Prekmurju, prikazoval je napačno ravnanje oblastnikov, hlepenje zdomcev po denarju in zapuščanje naših vasi; neurejeno družinsko življenje, zapuščena mladina." (Lojze Kozar, v Žebovec 2006)

## Film
Po romanu je bila posneta 65 minut dolga televizijska igra v režiji Franca Uršiča in produkciji RTV Ljubljana. V glavnih vlogah so nastopali Štefka Drolc, Miha Baloh, Bert Sotlar, Marija Benko, Alenka Vipotnik, Lidija Kozlovič, Radko Polič idr. Prvič je bila predvajana 5. nov. 1979.